# Витаминка
Витами́нка — посёлок в Новосибирском районе Новосибирской области России. Входит в состав Станционного сельсовета.

## География
Площадь посёлка — 39 гектаров.

## Население
| 2002 | 2007 | 2010 |
| ---- | ---- | ---- |
| 383  | ↗399 | ↘371 |

## Инфраструктура
По данным 2007 года в посёлке имелось одно учреждение здравоохранения.